# مقاومت (آلبوم)
مقاومت (به انگلیسی: The Resistance) پنجمین آلبوم استودیویی گروه بریتانیایی آلترنتیو راک میوز است که در تاریخ ۱۴ سپتامبر ۲۰۰۹ و با لیبل شرکت موسیقی برادران وارنر منتشر شد. گروه میوز این آلبوم را تهیه کرده‌اند و مارک استنت آن را میکس کرده‌است. اولین تک‌آهنگ آلبوم مقاومت با نام «شورش» یک هفته قبل از انتشار نسخهٔ کامل آلبوم منتشر شده بود.

## فهرست ترانه‌ها
همهٔ ترانه‌ها توسط متیو بلامی نوشته شده‌است.
| مقاومت – نسخه استاندارد | مقاومت – نسخه استاندارد                         | مقاومت – نسخه استاندارد |
| شماره                   | نام                                             | مدت                     |
| ----------------------- | ----------------------------------------------- | ----------------------- |
| ۱.                      | «شورش»                                          | ۵:۰۳                    |
| ۲.                      | «مقاومت»                                        | ۵:۴۶                    |
| ۳.                      | «تمایلات افشانشده»                              | ۳:۵۶                    |
| ۴.                      | «United States of Eurasia (+Collateral Damage)» | ۵:۴۷                    |
| ۵.                      | «Guiding Light»                                 | ۴:۱۳                    |
| ۶.                      | «Unnatural Selection»                           | ۶:۵۴                    |
| ۷.                      | «MK Ultra»                                      | ۴:۰۶                    |
| ۸.                      | «I Belong to You (+Mon Cœur S'ouvre a ta Voix)» | ۵:۳۸                    |
| ۹.                      | «اگزوجنسیس: سمفونی بخش ۱ (پیش‌درآمد)»            | ۴:۱۸                    |
| ۱۰.                     | «اگزوجنسیس: سمفونی بخش ۲ (دگر گرده‌افشانی)»      | ۳:۵۶                    |
| ۱۱.                     | «اگزوجنسیس: سمفونی بخش ۳ (رستگاری)»             | ۴:۳۷                    |
| مجموع مدت:              | مجموع مدت:                                      | ۵۴:۱۸                   |

| مقاومت – نسخه دلاکس | مقاومت – نسخه دلاکس            | مقاومت – نسخه دلاکس |
| شماره               | نام                            | مدت                 |
| ------------------- | ------------------------------ | ------------------- |
| ۱.                  | «The Making of The Resistance» | ۴۳:۵۳               |